# Chilenische Badmintonmeisterschaft 2024
Die Chilenische Badmintonmeisterschaft 2024 fand vom 22. bis zum 25. August 2024 in Santiago de Chile statt.

## Medaillengewinner
| Disziplin    | Gold                                   | Silber                         | Bronze                          |
| ------------ | -------------------------------------- | ------------------------------ | ------------------------------- |
| Herreneinzel | Fernando Sanhueza                      | Sebastian Vasquez              | Cristobal Melgarejo             |
| Herreneinzel | Fernando Sanhueza                      | Sebastian Vasquez              | Cristian Mario Araya            |
| Dameneinzel  | Ashley Montre                          | Rosa Quilodran                 | Valeria Santos                  |
| Dameneinzel  | Ashley Montre                          | Rosa Quilodran                 | Vania Diaz                      |
| Herrendoppel | Cristian Mario Araya Fernando Sanhueza | Bruno Mora Moreno Martin Olmos | Nicolas Monne Sebastian Vasquez |
| Herrendoppel | Cristian Mario Araya Fernando Sanhueza | Bruno Mora Moreno Martin Olmos | Nicolas Rojas Vicente Torres    |
| Damendoppel  | Vania Diaz Ashley Montre               | Chou Ting Ting Camila Macaya   | Suina Ling Andrea Montero       |
| Damendoppel  | Vania Diaz Ashley Montre               | Chou Ting Ting Camila Macaya   | Pia Pizarro Valentina Rojas     |
| Mixed        | Fernando Sanhueza Ashley Montre        | Esteban Mujica Chou Ting Ting  | Andrés Trigo Camila Macaya      |
| Mixed        | Fernando Sanhueza Ashley Montre        | Esteban Mujica Chou Ting Ting  | Sebastian Vasquez Vania Diaz    |